# Astarté
Astarté (héberül: Astóret [עַשְׁתֹרֶת], többesszáma: Astarot, görögül: Asztarté [ Ἀστάρτη]) ókori kánaáni termékenység- és háborús istennő, akinek kultusza a bronz- és vaskori Levante területén virágzott. Az istennő más kultúrkörökben a mezopotámiai Istár/Inanna, az egyiptomi Hathor/Ízisz, illetve a görög Afrodité személyének feleltethető meg.

## Név és etimológia
A héber Astóret [עַשְׁתֹרֶת] név eredeti kiejtése feltehetően ʿaštart vagy ʿašteret lehetett, a maszoréta szöveg a héber „szégyen” (bóset) szóra rímelve vokalizálta át a nevet. Az istennő neve a mezopotámiai Istár nevével rokonítható, nevük jelentése (’esthajnalcsillag/Vénusz’) és tulajdonságaik is megegyeznek.

## Az istennő személye, ábrázolása, attribútumai a különböző kultuszokban

### Ugarit
Az ugariti iratokban az istennő `Attart néven, legtöbbször azonban Anattal felcserélhetően szerepel: mindketten Baál húgai és hitvesei is egyben. Lakhelyük és attribútumaik is azonosak: mindketten a szerelem és a háború istennői, ezenkívül mindkettőjükhöz a lovakat és a vadászatot társítják. A sok megegyező adat alapján a két istennő személyének konvergenciájára következtethetünk. Ezt a feltevést támasztja alá az arámi Atargatis istennő neve is, amely valószínűleg az Anat és az ʿAttart nevek összedolgozásából jött létre.
`Attart népszerű szereplője lehetett az ugariti kultusznak, neve gyakran fordul elő rituális szövegekben és áldozati listákon.

### Egyiptom
Astartéval a 19. dinasztia idejéről ránk maradt Astarté-papiruszokban is találkozhatunk. A szöveg Baál/Sét Yammal vívott, az ugariti eposzokból is ismert harcáról számol be nekünk: Yamm, a tengeristen megfenyegeti az istenek tanácsát, hogy elborítja az eget, a földet és a hegyeket. A tanácsot Ptah, Nut, Renenutet és Astarté alkotja – itt Astarté mint Ptah leánya jelenik meg. Az istenek Astartét adják Yammnak feleségül váltságdíjként, ő azonban még Geb gyűrűjét és Nut ékszereit is követeli, melyek a Föld feletti uralmat szimbolizálják. A szöveg utolsó részlete elveszett, így nincs pontos információnk a csata kimeneteléről Sét és Yamm között, feltehetően azonban itt is Sét/Baál győzedelmeskedik.
Az egyiptomi szövegekben az istennőt így jellemzik: „A lovak úrnője, a harci kocsi úrnője, aki Edfuban lakozik.” Úgy vélték, ő védelmezi a fáraó harci kocsiját a csatákban. Ízisszel, Hathorral azonosították.
Legtöbbször szemből és meztelenül, ló hátán jelenítik meg. Oroszlánfejű nőként, négy ló által húzott harci kocsin vagy meztelen fiatal lányként, lóháton lovagolva is ábrázolják. Fején néha napkorona, néha a hatalmat szimbolizáló szarvak láthatók.
A szexuális öröm istennőjeként is megjelenik, ilyenkor kezeiben lótuszvirágot és papiruszt vagy két kígyót tart. Az ún. Astarté-pecsétek egy termékenységistennőt ábrázolnak, aki szintén Astartével azonosítható.

### Kánaán
A bibliai szerzők több helyen is sérelmezik (pl. Bír. 2:11–23; 1Kir. 11:4-8; 16:29–33), hogy Izrael népe Astartét is tiszteli; ebből arra következtethetünk, hogy az istennő kultusza széles körben elterjedt a kánaáni térségben. Neve felbukkan Meša király feliratán is, az Aštar Kemoš összetételben.

## Bibliai szerepe
A bibliai szövegekben az egyes számú Astóret és a többes számú Astarot forma is szerepel. Az Astóret név az istennőre utal, míg a többes számú Astarot alakkal tágabb értelemben a bálványokat, hamis isteneket jelölik.
A Bírák könyvében (Bír. 2:11–23) Izrael népe a környező népek isteneit kezdi el imádni YHWH helyett. Az isteneket Astarotnak és Baáloknak nevezi a bibliai szöveg.
A Deuteronomiumban (Deut. 1:4) az Edrei melletti Astarot nevű várost említik meg mint Basán király lakhelyét.
Sámuel első könyvében (1Sám. 7:3–4) Izrael népe megszabadul „a Baáloktól és Astóretektől”, hogy tiszta útra térhessenek, és az Úr megszabadítsa őket a filiszteusoktól.
A Királyok első könyvében (1Kir. 11:4-8; 16:29–33) Salamonról esik szó, aki az idegenből szerzett feleségei hatására elfordult az Úrtól és Astóretnek és más bálványoknak épített áldozóhalmokat. Hitetlensége miatt az Úr megharagudott rá. Ezen áldozóhalmokat később Jósiás romboltatta le, az igaz istentisztelet helyreállítása érdekében. Erről a Királyok második könyve ír részletesen (2Kir. 23:13–14).
Feltehetően az Egyiptomban is tisztelt Astarté köszön vissza Jeremiás könyvében (Jer. 44:17–19), ahol Júda asszonyai áldozatot mutatnak be „az Ég Királynőjének”, hogy termékenyek legyenek és sokasodjanak.

## Földrajzi vonatkozása: Astarot
Astóret nevét viseli Básán fővárosa, Og király székhelye (Józsué 9:10), Astarot, ahol az istennőnek temploma is lehetett. A Biblia több ízben is a szomszédos Edrei várossal együtt említi (5Móz 1:4; Józsué 13:31); Józsué területi listáján mint Manassé fiának, Mákirnak az öröksége szerepel (Józsué 13:31). Később levita város lesz, és Gerson fiai jutnak hozzá (Beestera néven, Józsué 21:27). A városból származott Uzzia, Dávid embere is (1Krón 11:44). A várost a Makkabeusok könyve Atargationnak nevezi (2Makk 12:26).
A város Biblián kívüli szövegekben is szerepel: egyiptomi átokszövegekben az i. e. 19-18. századból; III. Tutmózisz fáraó feliratain (28.), és az amarnai levelezésben is (EA 197,256). A város elfoglalását és lakosainak elhurcolását ábrázolja III. Tikulti-Apil-Esarra i. e. 732-ből származó reliefje. A talmudi irodalomban a várost Astornak, a prozeliták városának nevezik (jBik 1:4, 64a). Az i. sz. 4. században Eusebius szerint még mindig létezett egy Astarot nevű falu.

## Szakirodalom
- Albright, William Foxwell, Yahweh and the Gods of Canaan: A Historical Analysis of Two Contrasting Faiths (Jordan Lectures in Comparative Religion, 7; London: The Athlone Press, 1968), p. 133.
- Dukstra, M., „Isthar”, in: van der Toorn, Karel – Becking, Bob – van der Horst, Pieter W., eds., Dictionary of deities and demons in the Bible (Leiden, Boston: Brill, 1999), pp. 452–456.
- Wyatt, N., „Astarte” in: van der Toorn, Karel – Becking, Bob – van der Horst, Pieter W., eds., Dictionary of deities and demons in the Bible (Leiden, Boston: Brill, 1999), pp. 109–114.
- Avi-Yonah, Michael, „Ashtaroth, Ashteroth-Karnaim, Karnaim”, in: Skolnik, Fred, ed., Encyclopedia Judaica (New York: Thomson Cale, é.n.), p. 581.
- Dov Goitein, Shelomo, „Ashtor”, in: Skolnik, Fred, ed., Encyclopedia Judaica Vol.2(New York: Thomson Cale, é.n.), p. 581.
- Foster, Benjamin R., „Akkadians”, in: Eric M. Meyers, ed.,  The oxford encyclopedia of archaelogy in  the near east (Oxford, New York: Oxford University Press, 1997), pp. 49–54.
- http://www.britannica.com/topic/Astarte-ancient-deity (2015.10.14. 21:33)
- http://www.ancient.eu/canaan/ (2015.10.14. 21:37)
- ANEP: Pritchard, James B., ed.,  Ancient Near East in pictures Relating to the Old Testament, The Context of Scriptures (Princeton, New Jersey: Princeton University Press, 1969), p. 77.
- „Asera”; „Astarót”; „Astóret”, in: Babits Antal, Bibliai nevek és fogalmak (Budapest: Primo Kiadó, 1988)
- http://www.matrifocus.com/IMB04/spotlight.htm Archiválva 2016. december 8-i dátummal a Wayback Machine-ben (2015.10.14. 21:32)
- http://www.maatkara.extra.hu/01istenek/astarte.htm (2015.11.01.20.45.)